# Geography Club (film)
Pour plus de détails, voir Fiche technique et Distribution.
Geography Club est un film américain, réalisé par Gary Entin et sorti en 2013. Le film est basé sur un roman de Brent Hartinger (en).

## Synopsis
Russell est un jeune et beau lycéen qui va découvrir son homosexualité et tomber amoureux de Kevin, qui ne veut surtout pas rendre public leur relation. L'une de ses amies les découvre en train de s'embrasser et, quelque temps plus tard, elle décide d'emmener Russell au club de géographie (en anglais geography club). Ce groupe se montre être plutôt pour les jeunes gays et peu après, Gunnar, son ami vierge et corpulent lui demande de l'accompagner avec Kimberly et Trish, deux de leurs camarades qui pourraient lui poser problème…

## Fiche technique
- Titre : Geography Club
- Réalisation : Gary Entin
- Scénario : Edmund Entin d'après le roman de Brent Hartinger
- Musique : Lior Rosner
- Photographie : Matthew Irving
- Montage : William Yeh (en)
- Production : Anthony Bretti et Michael Huffington
- Société de production : Enumerated Pictures, Huffington Pictures et Levy Leder Company
- Pays :  États-Unis
- Genre : Comédie dramatique
- Durée : 84 minutes
- Date de sortie : 
  - États-Unis : 27 avril 2013 (Festival du film de Newport Beach)

## Distribution
- Cameron Deane Stewart (en) : Russell Middlebrook
- Ally Maki : Min
- Justin Deeley (en) : Kevin Land
- Meaghan Jette Martin : Trish
- Allie Gonino : Kimberly
- Andrew Caldwell (en) : Gunnar
- Alex Newell : Ike
- Teo Olivares : Brian
- Nikki Blonsky : Therese
- Scott Bakula : Carl Land

## Accueil
Le film a reçu un accueil mitigé de la critique. Il obtient un score moyen de 57 % sur Metacritic.